# Sphinx intermedia
Sphinx intermedia är en fjärilsart som beskrevs av Tutt 1904. Sphinx intermedia ingår i släktet Sphinx och familjen svärmare. Inga underarter finns listade i Catalogue of Life.